# Comanche (strip)
Comanche je naslov serije franko-belgijskih stripov striparjev Hermanna Huppna in Michela Régnierja- Grega, ki je izhajala v letih 1969-1980.

## Vsebina
Zgodba opisuje rančarsko življenje, ki se vrti okrog junakinje Comanche – lepe lastnice ranča- in njenega upravitelja posestva Reda Dusta, redkobesedne, a močne osebnosti. Ena od vidnejših osebnosti v serialu je tudi zabavni pomočnik Red Dusta z vzdevkom Ten Gallons.

## Izdaje  v francoščini
1. Red Dust, 1972
2. Les Guerriers du désespoir, 1973, ISBN 2-8036-0216-4)
3. Les Loups du Wyoming, 1974
4. Le ciel est rouge sur Laramie, 1975
5. Le Désert sans lumière, 1976
6. Furie rebelle, 1976
7. Le Doigt du diable, 1977
8. Les Shériffs, 1980
9. Et le diable hurla de joie…, 1981, ISBN 2-8036-0223-7)
10. Le Corps d’Algernon Brown, 1983, ISBN 2-8036-0409-4)
11. Les Fauves, 1990, ISBN 2-205-03900-8)
12. Le Dollar à trois faces, 1992, ISBN 2-205-03985-7)
13. Le Carnaval sauvage, 1995, ISBN 2-205-04126-6)
14. Les Cavaliers du rio perdu, 1997, ISBN 2-205-04409-5)
15. Red Dust express,  2002, ISBN 2-205-04650-0)